# Tyrannochthonius meruensis
Tyrannochthonius meruensis är en spindeldjursart som beskrevs av Beier 1962. Tyrannochthonius meruensis ingår i släktet Tyrannochthonius och familjen käkklokrypare. Inga underarter finns listade i Catalogue of Life.